# Alexandru Avram
Alexandru Viorel Avram (sinh ngày 25 tháng 4 năm 1991) là một cầu thủ bóng đá người România thi đấu ở vị trí tiền vệ cho câu lạc bộ Liga II Dunărea Călărași.